# Aleksandr Makarov (giavellottista)
Aleksandr Fëdorovič Makarov (in russo Александр Фёдорович Макаров?; Kasimov, 11 febbraio 1951) è un ex giavellottista sovietico, vincitore di una medaglia d'argento ai Giochi olimpici di Mosca 1980.
Suo figlio, Sergej, è stato anch'egli un giavellottista, vincitore di due medaglie di bronzo olimpiche nel 2000 e 2004.

## Palmarès
| Anno | Manifestazione   | Sede     | Evento                 | Risultato | Prestazione | Note |
| ---- | ---------------- | -------- | ---------------------- | --------- | ----------- | ---- |
| 1970 | Europei juniores | Colombes | Lancio del giavellotto | Argento   | 74,92 m     |      |
| 1971 | Europei          | Helsinki | Lancio del giavellotto | 18º (q)   | 75,60 m     |      |
| 1974 | Europei          | Roma     | Lancio del giavellotto | 15º (q)   | 77,92 m     |      |
| 1980 | Giochi olimpici  | Mosca    | Lancio del giavellotto | Argento   | 89,64 m     |      |
| 1982 | Europei          | Atene    | Lancio del giavellotto | 6º        | 86,08 m     |      |

## Altre competizioni internazionali
1979
- Bronzo in Coppa Europa ( Torino) - lancio del giavellotto - 82,26 m
- 5º in Coppa del mondo ( Montréal) - lancio del giavellotto - 80,76 m